# سفارة كولومبيا في إسبانيا
سفارة كولومبيا في إسبانيا هي أرفع تمثيل دبلوماسي لدولة كولومبيا لدى إسبانيا. تقع السفارة في وهي تهدف لتعزيز المصالح الكولومبية في إسبانيا.

## وصلات خارجية
- قائمة سفارات كولومبيا
- قائمة السفارات في إسبانيا